# Between Me and You
Between Me and You è un singolo di Ja Rule, il primo estratto dall'album Rule 3:36, pubblicato nel 2000. Il brano, che vede la partecipazione della cantante Christina Milian, ha raggiunto l'undicesima posizione della classifica Billboard Hot 100.

## Tracce
CD-Single Def Jam 572 740-2
1. Between Me And You (Radio Edit)
2. Die (Radio Edit)
3. Holla Holla (Clean Version)
4. Between Me And You (Video)

## Classifiche
| Classifica (2001)                               | Posizione più alta |
| ----------------------------------------------- | ------------------ |
| New Zealand Singles Chart                       | 48                 |
| U.S. Billboard Hot 100                          | 11                 |
| U.S. Billboard Hot R&B/Hip-Hop Singles & Tracks | 5                  |
| U.S. Billboard Hot Rap Singles                  | 11                 |